# Longicollum edmondsi
Longicollum edmondsi är en hakmaskart som beskrevs av Yves-Jean Golvan 1969. Longicollum edmondsi ingår i släktet Longicollum och familjen Pomphorhynchidae. Inga underarter finns listade i Catalogue of Life.